# Kesawan
Kesawan is een bestuurslaag in het regentschap Medan van de provincie Noord-Sumatra, Indonesië. Kesawan telt 3707 inwoners (volkstelling 2010).